# Bikosea

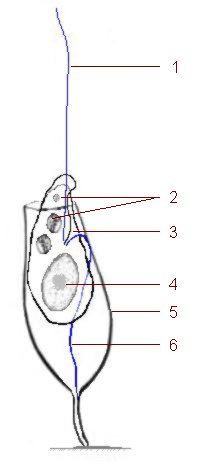
Esquema simplificado de la célula de Bicosoeca: 1. flagelo anterior, 2. fagosoma, 3. citostoma, 4. núcleo, 5. lorica, 6. flagelo posterior.

Bikosea o Biocosoecea es un pequeño grupo de unas 25 especies de flagelados unicelulares incluido en el grupo Stramenopiles. Son organismos heterótrofos de vida libre, fagotrofos con citostoma. Las células son biflageladas, con o sin mastigonemas tripartitas en el flagelo anterior. Sus células carecen de cloroplastos y algunos géneros se protegen por una lorica. Son predominantemente sedentarios, a menudo sujetos al sustrato por el flagelo posterior. Pueden ser solitarios o coloniales.